# ألين مصطفيتش
ألين مصطفيتش هو لاعب كرة قدم بوسني في مركز الوسط، ولد في 5 يوليو 1999 في توزلا في البوسنة والهرسك. لعب مع نادي ساراييفو.

## وصلات خارجية
- ألين مصطفيتش على موقع الاتحاد الأوربي (الإنجليزية)
- ألين مصطفيتش على موقع قاعدة بيانات كرة القدم.إي يو (الإنجليزية)
- ألين مصطفيتش على موقع Soccerway.com (الإنجليزية)
- ألين مصطفيتش على موقع عالم كرة القدم.نت (الإنجليزية)